# Голембевек-Старий
Голембевек-Старий (пол. Gołębiewek Stary) — село в Польщі, у гміні Кутно Кутновського повіту Лодзинського воєводства.
Населення — 192 особи (2011).
У 1975-1998 роках село належало до Плоцького воєводства.

## Демографія
Демографічна структура станом на 31 березня 2011 року:
|          | Загалом | Допрацездатний вік | Працездатний вік | Постпрацездатний вік |
| -------- | ------- | ------------------ | ---------------- | -------------------- |
| Чоловіки | 94      | 14                 | 68               | 12                   |
| Жінки    | 98      | 23                 | 54               | 21                   |
| Разом    | 192     | 37                 | 122              | 33                   |